# Ogmoderidius
Ogmoderidius is een kevergeslacht uit de familie van de boktorren (Cerambycidae). De wetenschappelijke naam van het geslacht werd voor het eerst geldig gepubliceerd in 1939 door Breuning.

## Soorten
Ogmoderidius omvat de volgende soorten:
- Ogmoderidius aethiopicus Breuning, 1958
- Ogmoderidius flavolineatus Breuning, 1943
- Ogmoderidius gardneri Breuning, 1960
- Ogmoderidius nebulosus Breuning, 1939
- Ogmoderidius posthumeralis Breuning, 1966